# Liste der Straßen, Plätze und Brücken in Hamburg-Wandsbek

Lage von Wandsbek in Hamburg und im Bezirk Wandsbek (hellrot)

Die Liste der Straßen, Plätze und Brücken in Hamburg-Wandsbek ist eine Übersicht der im Hamburger Stadtteil Wandsbek vorhandenen Straßen, Plätze und Brücken. Sie ist Teil der Liste der Verkehrsflächen in Hamburg.

## Überblick
Im Stadtteil Wandsbek (Ortsteilnummern 505 bis 509) leben 38314 Einwohner (Stand: 31. Dezember 2023) auf 3,8 km². Wandsbek liegt in den Postleitzahlenbereichen 22041, 22047, 22049 und 22089. In Wandsbek gibt es 175 benannte Verkehrsflächen, darunter drei Plätze und 12 Brücken. Neben historischen Flurbezeichnungen, Personen oder anderen Bezügen zur Wandsbeker Geschichte finden sich zwei besondere Themengruppen:
- Blumen und andere Gartenpflanzen (östliche Gartenstadt)
- Städte in Ostpreußen (westliche Gartenstadt, im Anschluss an das benachbarte „Westpreußenviertel“ in Dulsberg)

## Übersicht der Straßen
Die nachfolgende Tabelle gibt eine Übersicht über alle benannten Verkehrsflächen – Straßen, Plätze und Brücken – im Stadtteil sowie einige dazugehörige Informationen. Im Einzelnen sind dies:
- Name/Lage: aktuelle Bezeichnung der Straße, des Platzes oder der Brücke. Über den Link (Lage) kann die Straße, der Platz oder die Brücke auf verschiedenen Kartendiensten angezeigt werden. Die Geoposition gibt dabei ungefähr die Mitte an. Bei längeren Straßen, die durch zwei oder mehr Stadtteile führen, kann es daher sein, dass die Koordinate in einem anderen Stadtteil liegt.
- Straßenschlüssel: amtlicher Straßenschlüssel, bestehend aus einem Buchstaben (Anfangsbuchstabe der Straße, des Platzes oder der Brücke) und einer dreistelligen Nummer.
- Länge/Maße in Metern:
Hinweis: Die in der Übersicht enthaltenen Längenangaben sind nach mathematischen Regeln auf- oder abgerundete Übersichtswerte, die im Digitalen Atlas Nord[1] mit dem dortigen Maßstab ermittelt wurden. Sie dienen eher Vergleichszwecken und werden, sofern amtliche Werte bekannt sind, ausgetauscht und gesondert gekennzeichnet.
Bei Plätzen sind die Maße in der Form a × b bei rechteckigen Anlagen oder a × b × c bei dreiecksförmigen Anlagen mit a als längster Kante dargestellt.
Der Zusatz (im Stadtteil) gibt an, wie lang die Straße innerhalb des Stadtteils ist, sofern sie durch mehrere Stadtteile verläuft.
- Namensherkunft: Ursprung oder Bezug des Namens.
- Datum der Benennung: Jahr der offiziellen Benennung oder der Ersterwähnung eines Namens, bei Unsicherheiten auch die Angabe eines Zeitraums.
- Anmerkungen: Weitere Informationen bezüglich anliegender Institutionen, der Geschichte der Straße, historischer Bezeichnungen, Baudenkmale usw.
- Bild: Foto der Straße oder eines anliegenden Objektes.

| Name/Lage                        | Straßen- schlüssel | Länge/Maße (in Metern) | Namensherkunft | Datum der Benennung              | Anmerkungen | Bild                           |
| -------------------------------- | ------------------ | ---------------------- | --- | -------------------------------- | --- | ------------------------------ |
| Ahrensburger Straße (Lage)       | A053               | 1040 (im Stadtteil)    | Straße nach Ahrensburg in Holstein | 1909                             | östlicher Teil in Tonndorf | Ahrensburger Straße            |
| Allensteiner Straße (Lage)       | A078               | 0265                   | Allenstein, Stadt in Ostpreußen | vor 1933                         | Motivgruppe: „Städte in Ostpreußen“ | Allensteiner Straße            |
| Alter Teichweg (Lage)            | A157               | 0040 (im Stadtteil)    | nach der Flurbezeichnung „Ohlen Dieck“ = alter Teich für einen ehemaligen Mühlenteich im Verlauf der Osterbek                                    | 1877                             | westlicher Teil in Barmbek-Süd, mittlerer Teil in Dulsberg | Alter Teichweg                 |
| Am Neumarkt (Lage)               | A298               | 0890                   | nach der Lage am früheren Neumarkt von Wandsbek                                                                                                  | 1951                             | | Am Neumarkt                    |
| Am Schulgarten (Lage)            | A330               | 0220                   | nach dem früheren Schulgarten der Hinschenfelder Schule, heute Botanischer Sondergarten Wandsbek                                                 | 1913                             | | Am Schulgarten                 |
| Am Stadtrand (Lage)              | A337               | 1360                   | nach dem Verlauf an der früheren Stadtgrenze von Wandsbek                                                                                        | vor 1938                         | östliche Seite ab Tilsiter Straße in südlicher Richtung in Tonndorf | Am Stadtrand                   |
| An der Osterbek (Lage)           | A409               | 0410                   | nach ihrem Verlauf entlang der Alten Osterbek | 1950                             | | An der Osterbek                |
| Anemonenweg (Lage)               | A429               | 0275                   | nach der Bezeichnung für die Pflanzengattung Windröschen                                                                                         | vor 1938                         | Motivgruppe: „Blumen und andere Gartenpflanzen“ | Anemonenweg (HH-Wandsbek)      |
| Angerburger Straße (Lage)        | A432               | 0520                   | Angerburg, Stadt in Ostpreußen | 1962                             | Motivgruppe: „Städte in Ostpreußen“ | Angerburger Straße             |
| Asternstraße (Lage)              | A486               | 0325                   | nach der Gartenblumengattung Aster | 1933                             | Motivgruppe: „Blumen und andere Gartenpflanzen“ | Asternstraße                   |
| Auf dem Königslande (Lage)       | A501               | 0830                   | nach der Lage auf dem „königlichen“ Anteil des 1807 aufgeteilten Gutes Wandsbek                                                                  | 1951                             | | Auf dem Königslande            |
| Bahngärten (Lage)                | B025               | 0280 (im Stadtteil)    | nach der Lage der Gärten an der Bahnstrecke nach Lübeck                                                                                          | 1950                             | westlicher Teil in Marienthal | Bahngärten                     |
| Bandwirkerstraße (Lage)          | B045               | 0400                   | in Erinnerung an die früher in Wandsbek stark vertretene Textilindustrie, siehe Bandwirker                                                       | 1950, vorher Lange Straße        | | Bandwirkerstraße               |
| Barmwisch (Lage)                 | B076               | 0080                   | Flurname in Anlehnung an Barenwisch oder auch Bornwisch (Wisch = Wiese, Born = Quelle)                                                           | 1946                             | nördlicher Teil in Bramfeld | Barmwisch                      |
| Bartensteiner Weg (Lage)         | B084               | 0370                   | Bartenstein, Stadt in Ostpreußen | 1958                             | Motivgruppe: „Städte in Ostpreußen“ | Bartensteiner Weg              |
| Begonienweg (Lage)               | B142               | 0195                   | nach der Pflanzengattung der Begonien | 1950                             | Motivgruppe: „Blumen und andere Gartenpflanzen“ | Begonienweg                    |
| Behnkenkammer (Lage)             | B145               | 0130                   | angeblich nach einer Kammerdame, die 1613 von Herzog Johann Adolphhier ein Stück Land geschenkt bekam                                            | 1950                             | | Behnkenkammer                  |
| Bei der Hopfenkarre (Lage)       | B174               | 0340                   | nach einem 1635 erstmals erwähnten Wirtshaus „Zur Hopfenkarre“ an der Chaussee nach Lübeck, zugleich königlich-dänische Poststation              | 1892                             | | Bei der Hopfenkarre            |
| Biehlweg (Lage)                  | B309               | 0225                   | nach Wilhelm Biehl (1875–1962), Stadtverordneter in Wandsbek von 1919–1933                                                                       | 1965                             | | Biehlweg                       |
| Binsengrund (Lage)               | B353               | 0240                   | nach der Wasserpflanzengattung Binse | 1932                             | Motivgruppe: „Blumen und andere Gartenpflanzen“ | Binsengrund                    |
| Birtstraße (Lage)                | B374               | 0280                   | nach dem in Wandsbek geborenen Altertumsforscher Theodor Birt (1852–1933)                                                                        | 1947, vorher Roonstraße          | | Birtstraße                     |
| Böhmestraße (Lage)               | B437               | 0275                   | nach dem Tischlermeister Johann Louis Wilhelm August Böhme (1856–1936), Oberbrandmeister der Freiwilligen Feuerwehr in Wandsbek                  | 1950, vorher Stiftstraße         | | Böhmestraße                    |
| Bothmannstraße (Lage)            | B516               | 0310                   | Bernhard Bothmann (1884–1952), Pastor in Hinschenfelde                                                                                           | 1961                             | | Bothmannstraße                 |
| Bovestraße (Lage)                | B517               | 0215 (im Stadtteil)    | nach der Kaufmanns- und Grundbesitzerfamilie Bove, siehe Bovehaus                                                                                | 1950                             | südlicher Teil in Marienthal | Bovestraße                     |
| Brauhausstieg (Lage)             | B561               | 0265                   | in Anlehnung an die benachbarte Brauhausstraße                                                                                                   | 1951, früher Mathildenstraße     | | Brauhausstieg                  |
| Brauhausstraße (Lage)            | B562               | 0415                   | nach dem ehemals hier gelegenen ältesten Brauhaus von Wandsbek                                                                                   | 1950, vorher Holstenstraße       | | Brauhausstraße                 |
| Braunsberger Weg (Lage)          | B565               | 0370                   | Braunsberg, Stadt in Ostpreußen | 1958                             | Motivgruppe: „Städte in Ostpreußen“ | Braunsberger Weg               |
| Brodersenstraße (Lage)           | B609               | 0250                   | Ernst Wilhelm Brodersen (1854–1929), Pastor in Wandsbek                                                                                          | 1965                             | | Brodersenstraße                |
| Budnikowsky-Twiete (Lage)        | B                  | 0190                   | Iwan Budnikowsky (1890–1968), Gründer der gleichnamigen Drogeriemarktkette                                                                       | 2021                             | | Budnikowskytwiete1             |
| Bullenkoppel (Lage)              | B695               | 0400                   | historisierende Flurbezeichnung (die Bullenkoppel wurde einst dem Bauern zugewiesen, der den Dorfbullen in Pflege hatte)                         | 1976                             | | Bullenkoppel                   |
| Deimeweg (Lage)                  | D064               | 0270                   | nach dem Fluss Deime in Ostpreußen | 1958                             | | Deimeweg                       |
| Dernauer Straße (Lage)           | D077               | 0560                   | nach dem Weinort Dernau an der Ahr, für den Wandsbek damals eine Patenschaft übernommen hatte                                                    | 1936                             | | Dernauer Straße                |
| Dorfstücken (Lage)               | D156               | 0135                   | nach einem alten Flurnamen (Stücken = unverbundene Ackerflächen)                                                                                 | 1950                             | | Dorfstücken                    |
| Dotzauerweg (Lage)               | D170               | 0095                   | Justus Bernhard Friedrich Dotzauer (1808–1874), Musiklehrer und Vorbesitzer des Geländes                                                         | 1957                             | | Dotzauerweg                    |
| Eberhardstraße (Lage)            | E004               | 0110                   | nach dem männlichen Vornamen | 1951                             | | Eberhardstraße                 |
| Eckerkoppel (Lage)               | E013               | 0515 (im Stadtteil)    | Flurname: eingezäuntes Stück Land (Koppel) mit Eichen und Buchen zur Schweinemast gezogen wurden                                                 | 1950                             | östlicher Teil in Farmsen-Berne | Eckerkoppel                    |
| Efftingestraße (Lage)            | E036               | 0325                   | Johannes Efftinge (1863–1909), Stadtverordneter in Wandsbek und 1. Vorsitzender des sozialdemokratischen Vereins von 1890                        | 1951, vorher Eduardstraße        | | Efftingestraße                 |
| Eichtalstraße (Lage)             | E070               | 0280                   | nach dem benachbarten Eichtalpark | 1950, vorher Moltkestraße        | | Eichtalstraße                  |
| Eickhoffweg (Lage)               | E071               | 0330                   | Paul Eickhoff (1850–1931), Lehrer am Wandsbeker Gymnasium und Heimatforscher                                                                     | 1951, vorher Mansteinstraße      | | Eickhoffweg                    |
| Eilbeker Weg (Lage)              | E088               | 0060 (im Stadtteil)    | Hamburger Stadtteil Eilbek | 1856                             | westlicher Teil in Eilbek | Eilbeker Weg                   |
| Eulenkamp (Lage)                 | E256               | 1340                   | Flurname (Kamp = Feld) | 1894                             | Grundstücke auf der Südseite in Wandsbek, sonst in Dulsberg, insbesondere die gesamte Straßenfläche. | Eulenkamp                      |
| Eulenkampweg (Lage)              | E257               | 0030                   | in Anlehnung an den Eulenkamp | 1949                             | | Eulenkampweg                   |
| Eydtkuhnenweg (Lage)             | E271               | 0455                   | Eydtkuhnen (russ. Tschernyschewskoje), Ort in der russischen Oblast Kaliningrad                                                                  | 1960                             | Motivgruppe: „Städte in Ostpreußen“ | Eydtkuhnenweg                  |
| Fenglerstraße (Lage)             | F084               | 0360                   | Johannes Christoph Wilhelm Fengler (1834–1919), Pastor und Schulinspektor in Wandsbek                                                            | 1950, vorher Goebenstraße        | | Fenglerstraße                  |
| Friedrich-Ebert-Damm (Lage)      | F230               | 1870 (im Stadtteil)    | Friedrich Ebert (1871–1925), erster Reichspräsident                                                                                              | 1945                             | mittlerer Abschnitt in Tonndorf, östlicher Abschnitt in Farmsen-Berne | Friedrich-Ebert-Damm           |
| Gartenstadtweg (Lage)            | G024               | 0460                   | nach der Lage in der Gartenstadt Wandsbek | 1950                             | | Gartenstadtweg                 |
| Georgstraße (Lage)               | G061               | 0110                   | Georg Timm, Wandsbeker Kaufmann | vor 1876                         | | Georgstraße                    |
| Gilgegrund (Lage)                | G096               | 0065                   | Gilge (russ. Matrossowka), Mündungsarm der Memel                                                                                                 | 1958                             | | Gilgegrund                     |
| Gladowstraße (Lage)              | G102               | 0185                   | nach einer alteingesessenen Wandsbeker Familie                                                                                                   | 1950, vorher Heinrichstraße      | | Gladowstraße                   |
| Goldlackweg (Lage)               | G160               | 0325                   | nach der gleichnamigen Pflanzenart | 1950                             | Motivgruppe: „Blumen und andere Gartenpflanzen“ | Goldlackweg                    |
| Guderuper Straße (Lage)          | G328               | 0145                   | Guderup, Ort auf der dänischen Insel Als | vor 1938                         | | Guderuper Straße               |
| Heinrich-Müller-Stieg (Lage)     | H759               | 0110                   | Heinrich Müller (1885–1966), Leiter des Bezirksamts Wandsbek                                                                                     | 1980                             | | Heinrich-Müller-Stieg          |
| Helbingstraße (Lage)             | H315               | 0910                   | Wandsbeker Brauer- und Industriellenfamilie, siehe Helbing Kümmel und Ohly Hefewerk                                                              | 1938                             | | Helbingstraße                  |
| Helbingtwiete (Lage)             | H316               | 0220                   | in Anlehnung an die Helbingstraße | 1947                             | | Helbingtwiete                  |
| Hinschenfelder Stieg (Lage)      | H443               | 0230                   | nach der Lage im Wandsbeker Ortsteil Hinschenfelde                                                                                               | 1967                             | | Hinschenfelder Stieg           |
| Hinschenfelder Straße (Lage)     | H444               | 0520                   | nach der Lage im Wandsbeker Ortsteil Hinschenfelde                                                                                               | 1912                             | | Hinschenfelder Straße          |
| Hinschenfelder Stücken (Lage)    | H445               | 0165                   | nach der Lage im Wandsbeker Ortsteil Hinschenfelde                                                                                               | 1950                             | | Hinschenfelder Stücken         |
| Hinterm Stern (Lage)             | H461               | 0175                   | nach einem früher auf dem Wandsbeker Marktplatz stehenden Stern, der zum Vogelschießen benutzt wurde                                             | 1950, vorher Sternstraße         | | Hinterm Stern                  |
| Hochstraße (Lage)                | H485               | 0070                   | nach der Lage auf dem Kamm eines Geländerückens                                                                                                  | 1891                             | | Hochstraße                     |
| Hogrevestiegbrücke (Lage)        |                    | 0020                   | nach Lage und Funktion | 1960                             | überquert unweit der Hogrevestraße die Wandse | Hogrevestiegbrücke             |
| Hogrevestraße (Lage)             | H537               | 0260                   | Heinrich Andreas August Hogreve (1858–1915), Gastwirt und Stadtverordneter                                                                       | 1950, vorher Dietrichstraße      | | Hogrevestraße                  |
| Holstenhofweg (Lage)             | H587               | 0455 (im Stadtteil)    | nach dem Holstenhof, einer vom Rauhen Haus gegründeten Einrichtung                                                                               | vor 1938                         | Ostseite in Tonndorf, südlicher Teil in Marienthal und Jenfeld | Holstenhofweg                  |
| Holstenhofwegbrücke (Lage)       | –                  | 0030 (im Stadtteil)    | im Anschluss an den Holstenhofweg | 1936                             | überquert im Zuge des Holstenhofwegs die Gleise der Bahnstrecke Hamburg-Lübeck; lt. Straßenverzeichnis nur in Jenfeld und Tonndorf, lt. Grundkarte treffen aber in der Brückenmitte die Grenzen von vier Stadtteilen aufeinander: im Nordwesten Wandsbek, im Nordosten Tonndorf, im Südosten Jenfeld und im Südwesten Marienthal | Holstenhofwegbrücke            |
| Holzmühlenstieg (Lage)           | H770               | 0125                   | siehe Holzmühlenstraße | 1982                             | | Holzmühlenstieg                |
| Holzmühlenstraße (Lage)          | H610               | 1075                   | nach der früheren Wassermühle an der Wandse, die Farbhölzer für die Kattundruckereien mahlte                                                     | 1950                             | | Holzmühlenstraße               |
| Holzmühlenstraßenbrücke (Lage)   |                    | 0020                   | siehe Holzmühlenstraße | 1960                             | | Holzmühlenstraßenbrücke        |
| Hopfenkarrenbrücke (Lage)        |                    | 0015                   | nach Lage und Funktion | 1891                             | überquert im Zuge der Straße Bei der Hopfenkarre die Wandse | Hopfenkarrenbrücke             |
| Hortensienweg (Lage)             | H648               | 0195                   | nach der gleichnamigen Pflanzengattung | 1950                             | Motivgruppe: „Blumen und andere Gartenpflanzen“ | Hortensienweg                  |
| Hundtstraße (Lage)               | H693               | 0205                   | Heinrich Hundt (1876–1943), Rektor in Wandsbek                                                                                                   | 1951, vorher Schwarze Straße     | | Hundtstraße                    |
| Immergrünweg (Lage)              | I071               | 0120                   | nach der gleichnamigen Pflanzengattung | 1950                             | Motivgruppe: „Blumen und andere Gartenpflanzen“ | Immergrünweg                   |
| In der Niederung (Lage)          | I083               | 0495                   | nach der Lage im ehemaligen Wiesengrund der Osterbek                                                                                             | 1932                             | | In der Niederung               |
| Insterweg (Lage)                 | I098               | 0365                   | Inster (russ. Instrutsch), Quellfluss des Pregel                                                                                                 | 1958                             | | Insterweg                      |
| Iversstraße (Lage)               | I118               | 0235                   | Wandsbeker Lehrerfamilie im 19. und 20. Jahrhundert                                                                                              | 1950, vorher Paulstraße          | | Iversstraße                    |
| Johannes-Frömming-Straße (Lage)  | J141               | 0055 (im Stadtteil)    | Johannes Frömming (1910–1996), Trabrennsportler                                                                                                  | 1999                             | Ab der Straße Am Stadtrand liegt die südliche Straßenhälfte für ca. 55 Meter in Tonndorf, die nördliche Hälfte befindet sich in Wandsbek, auf weiteren ca. 35 Metern befindet sich die Straße komplett in Tonndorf, ehe sie vollständig auf das Gebiet von Farmsen-Berne übergeht.                                               | Johannes-Frömming-Straße       |
| Josephstraße (Lage)              | J075               | 0245                   | Joseph Morewood (1757–1841), englischer Kaufmann und Stiftungsgründer                                                                            | vor 1938                         | | Josephstraße                   |
| Kattunbleiche (Lage)             | K109               | 0405                   | nach den ehemaligen, beiderseits der Wandse gelegenen Bleichflächen der Kattundruckereien                                                        | 1951, vorher Bleicherstraße      | | Kattunbleiche                  |
| Kedenburgstraße (Lage)           | K117               | 0620                   | Dietrich Nicolaus Kedenburg (1831–1900), Pastor in Wandsbek                                                                                      | 1950, vorher Manteuffelstraße    | | Kedenburgstraße                |
| Kedenburgstraßenbrücke (Lage)    |                    | 0010                   | siehe Kedenburgstraße | 1960                             | überquert im Zuge der Kedenburgstraße die Wandse | Kedenburgstraßenbrücke         |
| Keßlersweg (Lage)                | K142               | 0155                   | nach der Wandsbeker Familie Keßler, im 19. Jahrhundert Besitzer der Farbholzmühle                                                                | vor 1938                         | | Keßlersweg                     |
| Kirchhofstraße (Lage)            | K195               | 0155                   | nach der Lage am Alten Wandsbeker Friedhof | um 1848                          | | Kirchhofstraße                 |
| Kirchhofstwiete (Lage)           | K196               | 0050                   | nach der Lage am Alten Wandsbeker Friedhof | um 1848                          | Der nördliche, von der Walddörferstraße abzweigende Teil wurde im Juni 2019 per Senatsbeschluss in Walddörferstieg umbenannt. | Kirchhofstwiete                |
| Klappstraße (Lage)               | K214               | 0225                   | Hermann Klapp (1840–1895), Direktor des Wandsbeker Gymnasiums                                                                                    | 1950, vorher 1. Schulstraße      | | Klappstraße                    |
| Kneesestraße (Lage)              | K289               | 0095                   | Heinrich Kneese (1853–1916), Bürgervorsteher und Vorsitzender des Wandsbeker Turnerbundes                                                        | 1950                             | | Kneesestraße                   |
| Kolpingweg (Lage)                | K354               | 0060                   | Adolph Kolping (1813–1865), Priester und Gründer des Kolpingwerkes                                                                               | 1967                             | | Kolpingweg                     |
| Königsreihe (Lage)               | K324               | 0550                   | nach den ab 1620 auf Veranlassung von König Christian IV. angelegten Häusern an der Langen Reihe, die im Volksmund „Königshäuser“ genannt wurden | 1950                             | | Königsreihe                    |
| Kornbergstraße (Lage)            | K379               | 0125                   | Gabriel Kornberg (1711–1781), als Maurermeister am Bau des Wandsbeker Schlosses beteiligt                                                        | 1950, vorher Werderstraße        | | Kornbergstraße                 |
| Kramerkoppel (Lage)              | K400               | 0295                   | nach einem Vorbesitzer Kramer | 1951, vorher Blücherstraße       | | Kramerkoppel                   |
| Kranichfeldstraße (Lage)         | K403               | 0035                   | Johann Friedrich Anton Kranichfeld (1789–1860), Besitzer des Hofs Wendemuth                                                                      | 1950, vorher Friedrichstraße     | | Kranichfeldstraße              |
| Kurfürstenstraße (Lage)          | K514               | 0340                   | nach dem gleichnamigen Titel | 1902                             | | Kurfürstenstraße               |
| Küsterkamp (Lage)                | K486               | 0150                   | Flurname (= Land des Küsters) | 1950                             | | Küsterkamp                     |
| Lavendelweg (Lage)               | L095               | 0375                   | nach der gleichnamigen Pflanzengattung | 1927                             | Motivgruppe: „Blumen und andere Gartenpflanzen“ | Lavendelweg (HH-Wandsbek)      |
| Lengerckestieg (Lage)            | L126               | 0150                   | siehe Lengerckestraße | 1962                             | | Lengerckestieg                 |
| Lengerckestraße (Lage)           | L127               | 0425                   | Peter von Lengercke (1788–1848), Gründer der größten Wandsbeker Kattundruckerei                                                                  | vor 1936                         | | Lengerckestraße                |
| Lesserstraße (Lage)              | L144               | 2010                   | Wilhelm Lesser (1812–1889), Bürgermeister von Wandsbek                                                                                           | 1950                             | | Lesserstraße                   |
| Litzowstieg (Lage)               | L201               | 0115                   | siehe Litzowstraße | 1955                             | | Litzowstieg                    |
| Litzowstraße (Lage)              | L202               | 0320                   | alteingesessene Wandsbeker Familie | um 1840                          | | Litzowstraße                   |
| Litzowstraßenbrücke (Lage)       |                    | 0020                   | siehe Litzowstraße | 1901                             | überquert im Zuge der Litzowstraße die Wandse | Litzowstraßenbrücke            |
| Lomerstraße (Lage)               | L244               | 0400                   | Johann Julius Lomer (1818–1889), Vorbesitzer des Geländes                                                                                        | 1950                             | | Lomerstraße                    |
| Lotharstraße (Lage)              | L255               | 0150                   | nach dem männlichen Vornamen | 1951                             | | Lotharstraße                   |
| Luetkensallee (Lage)             | L286               | 0440                   | nach dem Besitzer einer Wandsbeker Lederfabrik, siehe Eichtalpark                                                                                | 1951                             | südlicher Teil in Marienthal | Luetkensallee                  |
| Lycker Weg (Lage)                | L327               | 0140                   | Lyck (poln. Ełk), Stadt in Polen | 1958                             | | Lycker Weg                     |
| Lydiastraße (Lage)               | L328               | 0080                   | nach der jüngsten Tochter des Grundeigentümers Joseph Morewood                                                                                   | 1884                             | | Lydiastraße                    |
| Martin-Mark-Weg (Lage)           | M078               | 0230                   | Martin Mark (1865–1948), Stadtverordneter und bis 1933 Stadtrat in Wandsbek                                                                      | 1965                             | | Martin-Mark-Weg                |
| Mellmannweg (Lage)               | M392               | 0115                   | Friedrich Mellmann (1897–1972), Bürgerschafts- und Bezirksabgeordneter                                                                           | 1980                             | | Mellmannweg                    |
| Moojerstraße (Lage)              | M245               | 0080                   | nach dem Besitzer einer Kattundruckerei | 1950, vorher Juliusstraße        | | Moojerstraße                   |
| Moorgrund (Lage)                 | M267               | 0155 (im Stadtteil)    | frei gewählter Name | 1950                             | nördlicher Teil in Bramfeld | Moorgrund                      |
| Morewoodstraße (Lage)            | M301               | 0330                   | Joseph Morewood (1757–1841), englischer Kaufmann und Stiftungsgründer                                                                            | um 1843                          | | Morewoodstraße                 |
| Mühlenstieg (Lage)               | M322               | 0250                   | nach einer früheren Windmühle, 1625 abgebrochen                                                                                                  | 1950, vorher Neustraße           | | Mühlenstieg                    |
| Mühlenstraße (Lage)              | M323               | 0175                   | nach einer früheren Windmühle, 1625 abgebrochen                                                                                                  | Anfang des 17. Jahrhunderts      | | Mühlenstraße                   |
| Mühlenstraßenbrücke (Lage)       |                    | 0025                   | nach Lage und Funktion | 1867                             | überquert im Zuge der Mühlenstraße die Wandse | Mühlenstraßenbrücke            |
| Narzissenweg (Lage)              | N006               | 0185                   | nach der gleichnamigen Pflanzengattung | 1933                             | Motivgruppe: „Blumen und andere Gartenpflanzen“ | Narzissenweg                   |
| Nebendahlstraße (Lage)           | N013               | 0220                   | Carl Nebendahl (1841–1913), Stadtbaumeister Wandsbeks                                                                                            | 1950, vorher Johannisstraße      | | Nebendahlstraße                |
| Nelkenweg (Lage)                 | N027               | 0380                   | nach der gleichnamigen Pflanzengattung | 1933                             | Motivgruppe: „Blumen und andere Gartenpflanzen“ | Nelkenweg                      |
| Neumann-Reichardt-Straße (Lage)  | N083               | 0555                   | Friedrich Neumann-Reichardt (1858–1942), Besitzer der früheren Reichardt-Kakao-Werke                                                             | 1917                             | | Neumann-Reichardt-Straße       |
| Nogatweg (Lage)                  | N144               | 0140                   | Nogat, Mündungsarm der Weichsel | 1958                             | | Nogatweg                       |
| Nordschleswiger Straße (Lage)    | N172               | 0150 (im Stadtteil)    | Nordschleswig, dänische Region | 1928                             | nördlich der Osterbek in Barmbek-Nord, zwischen der Osterbek und dem Eulenkamp in Dulsberg | Nordschleswiger Straße         |
| Ölmühlenweg (Lage)               | O037               | 0520                   | nach der Lage bei einer ehemaligen Ölmühle | vor 1938                         | östliche Seite in Tonndorf | Ölmühlenweg                    |
| Ölmühlenwegbrücke (Lage)         |                    | 0015                   | nach Lage und Funktion | vor 1938                         | überquert im Zuge des Ölmühlenwegs die Wandse; östliche Seite in Tonndorf | Ölmühlenwegbrücke              |
| Oskarstraße (Lage)               | O127               | 0175                   | nach dem männlichen Vornamen | vor 1938                         | | Oskarstraße                    |
| Ostpreußenplatz (Lage)           | O154               | 0060 × 40              | nach der ehemaligen preußischen Provinz | vor 1933                         | | Ostpreußenplatz                |
| Ostpreußenstieg (Lage)           | O155               | 0280                   | in Anlehnung an den Ostpreußenplatz | 1953                             | | Ostpreußenstieg                |
| Pillauer Straße (Lage)           | P118               | 1130                   | Pillau (russ. Baltijsk), russische Stadt in der Oblast Kaliningrad                                                                               | 1950                             | Motivgruppe: „Städte in Ostpreußen“ | Pillauer Straße                |
| Pregelweg (Lage)                 | P195               | 0315                   | Pregel, Fluss in der Oblast Kaliningrad | 1958                             | | Pregelweg                      |
| Puvogel-Garten (Lage)            | P262               |                        | Friedrich Puvogel (1836–1907), ehrenamtlicher Zweiter Bürgermeister Wandsbeks von 1873 bis 1907                                                  | 2006                             | | Puvogel-Garten                 |
| Puvogelstraße (Lage)             | P224               | 0100                   | Friedrich Puvogel (1836–1907), ehrenamtlicher Zweiter Bürgermeister Wandsbeks von 1873 bis 1907                                                  | 1950, vorher Von-der-Tann-Straße | | Puvogelstraße                  |
| Quarree (Lage)                   | Q002               | 0450                   | nach dem viereckigen Verlauf der Straße um die frühere Mittelschule Wandsbeks                                                                    | 1938                             | | Quarree                        |
| Ragniter Stieg (Lage)            | R018               | 0070                   | Ragnit (russ. Neman), russische Stadt in der Oblast Kaliningrad                                                                                  | 1958                             | Motivgruppe: „Städte in Ostpreußen“ | Ragniter Stieg                 |
| Rauschener Ring (Lage)           | R062               | 0690                   | Rauschen (russ. Swetlogorsk), russische Stadt in der Oblast Kaliningrad                                                                          | 1961                             | Motivgruppe: „Städte in Ostpreußen“ | Rauschener Ring                |
| Robert-Schuman-Brücke (Lage)     | R435               | 0130 (im Stadtteil)    | Robert Schuman (1886–1963), französischer Politiker                                                                                              | 1987                             | südlicher Straßenabschnitt mit der namensgebenden Brücke (ursprünglich Wandsbeker Rathausbrücke) in Marienthal | Robert-Schuman-Brücke          |
| Rosmarinstraße (Lage)            | R292               | 0435                   | nach der gleichnamigen Pflanze | 1933                             | Motivgruppe: „Blumen und andere Gartenpflanzen“ | Rosmarinstraße                 |
| Rüterstraße (Lage)               | R353               | 0360                   | Hugo Rüter (1859–1949), Komponist und Musiklehrer am Wandsbeker Gymnasium                                                                        | 1951, vorher Kampstraße          | | Rüterstraße                    |
| Schädlerstraße (Lage)            | S092               | 0270                   | Heinrich Gotthilf Christopherus Schädler, um 1890 Hofbesitzer und Bauernvogt in Wandsbek                                                         | 1945, vorher Neue Bahnhofstraße  | | Schädlerstraße                 |
| Schafsteg (Lage)                 | S104               | 0165                   | nach einer ortsüblichen Bezeichnung | 1953                             | | Schafsteg                      |
| Schilfgrund (Lage)               | S159               | 0135                   | nach der Lage am mit Schilf bewachsenen Ufer der Osterbek                                                                                        | 1950                             | | Schilfgrund                    |
| Schloßstraße (Lage)              | S217               | 0710                   | nach dem früheren Wandsbeker Schloss | 1861                             | südliche Seite in Marienthal | Schloßstraße                   |
| Schmüserstraße (Lage)            | S244               | 0170                   | Heinrich Carl Martin Schmüser (1823–1895), Vorbesitzer des Geländes                                                                              | um 1848                          | | Schmüserstraße                 |
| Schneeglöckchenweg (Lage)        | S250               | 0190                   | nach der gleichnamigen Pflanzengattung | 1950                             | Motivgruppe: „Blumen und andere Gartenpflanzen“ | Schneeglöckchenweg             |
| Schünemannstieg (Lage)           | S299               | 0185                   | Waldemar Schünemann (1850–1930), Kreisschulinspektor für Wandsbek und Stormarn                                                                   | 1968, vorher Kirchenallee        | | Schünemannstieg                |
| Schwarzlosestraße (Lage)         | S350               | 0155                   | Andreas Schwarzlose (1732–1792), Maurermeister, am Bau des Wandsbeker Schlosses beteiligt                                                        | 1950                             | | Schwarzlosestraße              |
| Sensburger Weg (Lage)            | S407               | 0125                   | Sensburg in Ostpreußen, heute Mrągowo | 1958                             | Motivgruppe: „Städte in Ostpreußen“ | Sensburger Weg                 |
| Stephanstraße (Lage)             | S678               | 1815                   | Heinrich von Stephan (1831–1897), Generalpostdirektor                                                                                            | 1936, vorher Karolinenstraße     | | Stephanstraße                  |
| Stormarner Straße (Lage)         | S718               | 0470                   | Stormarn, Landkreis in Schleswig-Holstein | 1908                             | Grundstücke auf der Südseite in Wandsbek, ansonsten komplett in Dulsberg, insbesondere die gesamte Straßenfläche. | Stormarner Straße              |
| Straßburger Straße (Lage)        | S730               | 1075                   | Straßburg, Stadt in Frankreich | 1922                             | Auf Wandsbeker Gebiet befinden sich nur die Grundstücke mit den Hausnummern 94 und 96, ansonsten liegt die Straße komplett in Dulsberg. | Straßburger Straße             |
| Thiedeweg (Lage)                 | T064               | 0595                   | Albert Thiede, letzter Gemeindevorsteher von Hinschenfelde                                                                                       | 1951, vorher Karlstraße          | | Thiedeweg                      |
| Tilsiter Straße (Lage)           | T096               | 1500                   | Tilsit, Stadt in Ostpreußen | 1950                             | Motivgruppe: „Städte in Ostpreußen“ | Tilsiter Straße                |
| Treuburger Weg (Lage)            | T160               | 0180                   | Treuburg, Stadt in Ostpreußen | 1958                             | Motivgruppe: „Städte in Ostpreußen“ | Treuburger Weg                 |
| Von-Bargen-Straße (Lage)         | V092               | 0330                   | nach einer alteingesessenen Bauernfamilie | vor 1874                         | | Von-Bargen-Straße              |
| Von-Hein-Straße (Lage)           | V100               | 0230                   | K. W. Johannes von Hein (1848–1936), stadtbekannter Schornsteinfeger und Brandmeister der Wandsbeker Feuerwehr                                   | 1950, vorher Vereinsstraße       | | Von-Hein-Straße                |
| Voßkulen (Lage)                  | V123               | 0440                   | Flurname | 1951, vorher Siemensstraße       | | Voßkulen                       |
| Walddörferstieg (Lage)           | W                  | 0025                   | in Anlehnung an die Walddörferstraße | 2019                             | vormals nördlicher Teil der Kirchhofstwiete | Walddörferstieg                |
| Walddörferstraße (Lage)          | W021               | 2555 (im Stadtteil)    | Straße nach den Hamburger Walddörfern | 1947                             | östlicher Teil in Tonndorf | Walddörferstraße               |
| Walter-Frahm-Stieg (Lage)        | W469               | 0155                   | Walter Frahm (1883–1970), Lehrer und Heimatforscher                                                                                              | 1983                             | | Walter-Frahm-Stieg             |
| Walther-Mahlau-Stieg (Lage)      | W439               | 0095                   | Walther Mahlau (1902–1970), Pastor an der Kreuzkirche                                                                                            | 1973                             | | Walther-Mahlau-Stieg           |
| Wandsbeker Allee (Lage)          | W056               | 0695                   | nach der Lage im Stadtteil | 1955                             | | Wandsbeker Allee               |
| Wandsbeker Alleebrücke (Lage)    |                    | 0020                   | nach Lage und Funktion | 1960                             | überquert im Zuge der Wandsbeker Allee die Wandse | Wandsbeker Alleebrücke         |
| Wandsbeker Bahnhofstraße (Lage)  | W057               | 0230                   | nach Lage und Funktion zum Bahnhof Wandsbek führend                                                                                              | 1950                             | westliche Straßenhälfte in Marienthal | Wandsbeker Bahnhofstraße       |
| Wandsbeker Chaussee (Lage)       | W058               | 0060 (im Stadtteil)    | nach der Lage im Stadtteil | 1856                             | westlicher Teil in Eilbek | Wandsbeker Chaussee            |
| Wandsbeker Chausseebrücke (Lage) | –                  | 0010 (im Stadtteil)    | in Anlehnung an die Wandsbeker Chaussee | vor 1905                         | überquert im Zuge der Wandsbeker Chaussee die Gleise der S-Bahn beim Bahnhof Wandsbeker Chaussee; überwiegend in Eilbek | Wandsbeker Chausseebrücke 2021 |
| Wandsbeker Königstraße (Lage)    | W059               | 0665                   | zur Erinnerung an den Besuch des Königs Christian VIII. von Dänemark, der 1840 durch diese Straße kam                                            | 1950, früher Königstraße         | | Wandsbeker Königstraße         |
| Wandsbeker Marktplatz (Lage)     | W514               | 0125 × 115 × 65 × 25   | nach der Lage im Stadtteil | 2004                             | | Wandsbeker Marktplatz          |
| Wandsbeker Marktstraße (Lage)    | W060               | 1030                   | nach der Lage im Stadtteil | 1950, vorher Hamburger Straße    | südliche Straßenhälfte zwischen Brauhausstraße und Wandsbeker Marktplatz in Marienthal, sonst in Wandsbek | Wandsbeker Marktstraße         |
| Wandsbeker Schützenhof (Lage)    | W062               | 0770                   | nach der Lage beim ehemaligen Schützenhof | 1950                             | | Wandsbeker Schützenhof         |
| Wandsbeker Zollstraße (Lage)     | W065               | 1025                   | nach einer hier von 1838 bis 1888 befindlichen Zollgrenze mit Schlagbaum                                                                         | 1950, vorher Lübecker Straße     | | Wandsbeker Zollstraße          |
| Wandsedamm (Lage)                | W066               | 0130                   | nach der Lage an der Wandse | 1943                             | | Wandsedamm                     |
| Wandsetwiete (Lage)              | W068               | 0070                   | nach der Lage an der Wandse | 1943                             | | Wandsetwiete                   |
| Wartenburger Weg (Lage)          | W077               | 0220                   | Wartenburg (poln. Barczewo), Stadt in Polen | 1958                             | westliche Grundstücke in Dulsberg, komplette Straßenfläche und östliche Grundstücke in Wandsbek; das am nördlichsten gelegene Grundstück mit der Hausnummer 17 liegt in Barmbek-Nord | Wartenburger Weg               |
| Wasserstieg (Lage)               | W086               | 0225                   | ehemaliger Wasserweg zur Wandse | vor 1913                         | | Wasserstieg                    |
| Wendemuthstraße (Lage)           | W163               | 0635                   | nach dem ehemaligen Herrenhaus Wendemuth | 1863                             | | Wendemuthstraße                |
| Wendemuthstraßenbrücke (Lage)    |                    | 0030                   | nach Lage und Funktion | um 1864                          | überquert im Zuge der Wendemuthstraße die Wandse | Wendemuthstraßenbrücke         |
| Wichelmannweg (Lage)             | W462               | 0120                   | Heinrich Wichelmann (1893–1974), SPD-Politiker                                                                                                   | 1980                             | | Wichelmannweg                  |
| Wiemannweg (Lage)                | W235               | 0070                   | Hermann Wiemann (1854–1926), Lehrer und Stadtverordneter in Wandsbek                                                                             | 1950                             | | Wiemannweg                     |
| Wilma-Witte-Stieg (Lage)         | W525               | 0180                   | Wilma Hermine Witte (1912–1997), Malerin | 2015                             | | Wilma-Witte-Stieg              |
| Wißmannstraße (Lage)             | W331               | 0290                   | Hermann von Wißmann (1853–1905), Gouverneur von Deutsch-Ostafrika                                                                                | 1950, vorher Wrangelstraße       | | Wißmannstraße                  |
| Witthöfftstraße (Lage)           | W343               | 0090                   | nach einem Wandsbeker Stadtrat | 1913                             | | Witthöfftstraße                |
| Ziethenstraße (Lage)             | Z027               | 0425                   | Hans Joachim von Zieten (1699–1786), Reitergeneral                                                                                               | 1897                             | | Ziethenstraße                  |